# Прималкинское
Прима́лкинское — село в Прохладненском районе Кабардино-Балкарской Республики. Административный центр муниципального образования «Сельское поселение Прималкинское».

## География
Селение расположено в южной части Прохладненского района, на правом берегу реки Малка, напротив районного центра — Прохладный, в 62 км к северо-востоку от города Нальчик.
Граничит с землями населённых пунктов: Прохладный на севере, Ново-Покровский на востоке, Ново-Вознесенский на юго-западе и Ново-Троицкий на западе.
Населённый пункт расположен на наклонной Кабардинской равнине, в равнинной зоне республики. Средние высоты на территории села составляет 202 метра над уровнем моря. Рельеф местности представляет собой волнистые предгорные равнины, с бугристыми и курганными возвышенностями. Долина реки Малка изрезана и вдоль неё тянуться кряжи. Вдоль восточной окраины села тянется Прималкинский лес.
Гидрографическая сеть представлена в основном рекой Малка. К западу от села расположено озеро Комсомольское. На юге тянется сеть искусственных водоёмов.
Климат на территории села влажный умеренный. Среднемесячная температура воздуха в июле достигает +23,0 °С, в январе она составляет около −2,0 °С. Морозы непродолжительные, а минимальные температуры редко снижаются ниже -10…−15 °С. Среднегодовое количество осадков составляет около 600 мм. Основные ветры восточные и северо-западные.

## История
Современные селения на территории села Прималкинское стали возникать в 1891 году, в ходе переселения крестьян из Центральных губерний Российской империи, на купленной в аренду у кабардинских князей Тамбиевых земле, в междуречье рек Малка и Баксанёнок. Первый основанный ими в 1891 году населённый пункт был назван — хутор Комаровский. В 1899 году были основаны хутора Петровский и Цигулиевский, позже слившиеся в один населённый пункт.
В 1900 году на землях кабардинского князя Тамбиева, на правобережном берегу реки Малка (напротив центральной части станицы Прохладной), появились хаты новых переселенцев. После соглашения с князем об аренде земли под поселение и её обработку, появилась группа первых жителей основавших селение с названием Плахтянка. Первопоселенцами в основном были бывшие крепостные крестьяне с Миргородского уезда Полтавской губернии, Сочинской волости и Харьковской губернии. Плодородные земли, густой лес, река и пастбища — всё это привлекало людей к данному месту.
До 1906 года поселенцы Плахтянки жили на земле князя как арендаторы. Ежегодно арендуя за наличный расчёт посильное количество пахотой земли для хозяйства и уплачивая от 3 до 5 рублей за десятку в год. В 1906 году была окончательно совершена купля продажа земли в собственность поселенцев через «Крестьянский банк». Тогда же, в торжественной обстановке Плахтянка была переименована в хутор 2-й Николаевский.
После покупки земли хутор стал быстро расти, и к 1911 года слился с соседними хуторами Комаровский и Петровский (Цигулиевский).
В 1911 году хутору было присвоено статус села и переименовано в село Прималкинское (Прималка).
В 1922 году был образован Прималкинский сельсовет, с центром в селе Прималка.
С 1922 по 1931 года селение Прималкинское являлось районным центром Прималкинского района КБАССР. В 1931 году районный центр был перенесён в станицу Прохладную.
В 1940 году хутора Комаровка и Петровский фактически слившиеся с селом Прималкинское, были упразднены и включены в его состав.
В 1946 году село вместе с сельсоветом был передан из Прималкинского в состав Прохладненского района.
В настоящее время северные окраины села практически слились с южными районами города Прохладный.

## Население
| 2002 | 2010  | 2021  |
| ---- | ----- | ----- |
| 4731 | ↘4636 | ↗5664 |

Национальный состав
По данным Всероссийской переписи населения 2010 года:
| Народ      | Численность, чел. | Доля от всего населения, % |
| ---------- | ----------------- | -------------------------- |
| русские    | 4052              | 87,4 %                     |
| украинцы   | 99                | 2,1 %                      |
| турки      | 86                | 1,9 %                      |
| армяне     | 58                | 1,2 %                      |
| кабардинцы | 50                | 1,1 %                      |
| корейцы    | 45                | 1,0 %                      |
| другие     | 246               | 5,3 %                      |
| всего      | 4636              | 100 %                      |

По данным Всероссийской переписи 2021 года:
| Народ               | Численность, чел. | Доля от всего населения, % |
| ------------------- | ----------------- | -------------------------- |
| русские             | 4 800             | 84,74 %                    |
| кабардинцы          | 241               | 4,25 %                     |
| турки               | 189               | 3,33 %                     |
| армяне              | 69                | 1,21 %                     |
| другие / не указано | 365               | 6,44 %                     |
| всего               | 5 664             | 100,0 %                    |

Половозрастной состав
По данным Всероссийской переписи населения 2010 года:
| Возраст     | Мужчины, чел. | Женщины, чел. | Общая численность, чел. | Доля от всего населения, % |
| ----------- | ------------- | ------------- | ----------------------- | -------------------------- |
| 0 — 14 лет  | 421           | 362           | 783                     | 16,9 %                     |
| 15 — 59 лет | 1435          | 1567          | 3002                    | 64,7 %                     |
| от 60 лет   | 316           | 535           | 851                     | 18,4 %                     |
| Всего       | 2172          | 2464          | 4636                    | 100,0 %                    |

Мужчины — 2172 чел. (46,9 %). Женщины — 2464 чел. (53,1 %).
Средний возраст населения — 38,5 лет. Медианный возраст населения — 37,9 лет.
Средний возраст мужчин — 36,1 лет. Медианный возраст мужчин — 35,0 лет.
Средний возраст женщин — 40,7 лет. Медианный возраст женщин — 40,6 лет.

## Образование
- Средняя общеобразовательная школа — ул. Кныш, 150.
- Начальная школа Детский сад «Дельфин» — ул. Пришкольная, 5.

## Здравоохранение
- Участковая больница — пер. Дворцовый, 5.

## Культура
- Районный центр культуры Терского казачества — ул. Октябрьская, 206.
- Ансамбль Терских казаков — ул. Октябрьская, 206.

## Религия
- Храм Священномученика Серафима Митрополита Петроградского — ул. Садовая, 151.

## Экономика
В селе располагаются несколько малых и средних предприятий районного и республиканского значений.

## Улицы
На территории села зарегистрировано 15 улиц, 20 переулков и 3 территории:
Улицы
| Виноградная |
| Заводская   |
| Западная    |
| Кныш        |
| Малкинская  |

| Мастеровая  |
| Молодёжная  |
| Набережная  |
| Октябрьская |
| Пришкольная |

| Рассветная   |
| Садовая      |
| Спортивная   |
| Строительная |
| Южная        |

Переулки
| Абрикосовый |
| Булочный    |
| Весёлый     |
| Вишнёвый    |
| Граничный   |
| Дворцовый   |
| Заречный    |

| Зелёный   |
| Канкавы   |
| Колхозный |
| Луговой   |
| Малиновый |
| Новый     |
| Светлый   |

| Солнечный  |
| Соловьиный |
| Степной    |
| Тополиный  |
| Цветочный  |
| Школьный   |

Территории
| МТФ-2 |

| СТ Виктория |

| СТ Надежда |